# Brazylia na Zimowych Igrzyskach Olimpijskich 2018
Brazylia na Zimowych Igrzyskach Olimpijskich 2018 – występ kadry sportowców reprezentujących Brazylii na igrzyskach olimpijskich w Pjongczangu w 2018 roku.
W kadrze znalazło się dziewięcioro zawodników – sześciu mężczyzn i trzy kobiety. Reprezentanci Brazylii wystąpili w dziewięciu konkurencjach w pięciu dyscyplinach sportowych – biegach narciarskich, bobslejach, łyżwiarstwie figurowym, narciarstwie alpejskim i snowboardingu.
Chorążym reprezentacji Brazylii podczas ceremonii otwarcia igrzysk był bobsleista Édson Bindilatti, a podczas ceremonii zamknięcia – łyżwiarka Isadora Williams. Reprezentacja Brazylii weszła na stadion jako 33. w kolejności, pomiędzy ekipami z Bułgarii i San Marino.
Był to 8. start reprezentacji Brazylii na zimowych igrzyskach olimpijskich i 30. start olimpijski, wliczając w to letnie występy.

## Statystyki według dyscyplin
Brazylijczycy wzięli udział w zawodach w pięciu dyscyplinach sportowych. Najliczniejszą reprezentację, liczącą cztery osoby, wystawili w bobslejach.
| Lp.     | Dyscyplina            | Mężczyźni | Kobiety | Łącznie |
| ------- | --------------------- | --------- | ------- | ------- |
| 1       | Biegi narciarskie     | 1         | 1       | 2       |
| 2       | Bobsleje              | 4         | –       | 4       |
| 3       | Łyżwiarstwo figurowe  | –         | 1       | 1       |
| 4       | Narciarstwo alpejskie | 1         | –       | 1       |
| 5       | Snowboarding          | –         | 1       | 1       |
| Łącznie | Łącznie               | 6         | 3       | 9       |

## Skład reprezentacji

### Biegi narciarskie
| Konkurencja                                         | Zawodnik         | Kwalifikacje | Kwalifikacje | Ćwierćfinały | Ćwierćfinały | Półfinały | Półfinały | Finały  | Finały   | Finały  |
| Konkurencja                                         | Zawodnik         | Czas         | Miejsce      | Czas         | Miejsce      | Czas      | Miejsce   | Czas    | Strata   | Miejsce |
| --------------------------------------------------- | ---------------- | ------------ | ------------ | ------------ | ------------ | --------- | --------- | ------- | -------- | ------- |
| Bieg indywidualny kobiet na 10 km stylem dowolnym   | Jaqueline Mourão | —            | —            | —            | —            | —         | —         | 30:50,3 | +5:49,8  | 74.     |
| Bieg indywidualny mężczyzn na 15 km stylem dowolnym | Victor Santos    | —            | —            | —            | —            | —         | —         | 47:09,9 | +13:26,0 | 110.    |

### Bobsleje
| Konkurencja      | Zawodnicy                                                                    | Ślizg 1 | Ślizg 1 | Ślizg 2 | Ślizg 2 | Ślizg 3 | Ślizg 3 | Ślizg 4 | Ślizg 4 | Czas łączny | Miejsce |
| Konkurencja      | Zawodnicy                                                                    | Czas    | Miejsce | Czas    | Miejsce | Czas    | Miejsce | Czas    | Miejsce | Czas łączny | Miejsce |
| ---------------- | ---------------------------------------------------------------------------- | ------- | ------- | ------- | ------- | ------- | ------- | ------- | ------- | ----------- | ------- |
| Dwójki mężczyzn  | Édson Bindilatti Edson Ricardo Martins                                       | 50,14   | 27.     | 50,22   | 28.     | 50,35   | 29.     | NQ      | NQ      | 2:30,71     | 27.     |
| Czwórki mężczyzn | Édson Bindilatti Edson Ricardo Martins Odirlei Pessoni Rafael Souza da Silva | 49,75   | 25.     | 49,94   | 23.     | 49,80   | 22.     | NQ      | NQ      | 2:29,49     | 23.     |

### Łyżwiarstwo figurowe
| Konkurencja | Zawodnik         | Taniec krótki | Taniec krótki | Taniec dowolny | Taniec dowolny | Nota łączna | Nota łączna |
| Konkurencja | Zawodnik         | Punkty        | Miejsce       | Punkty         | Miejsce        | Punkty      | Miejsce     |
| ----------- | ---------------- | ------------- | ------------- | -------------- | -------------- | ----------- | ----------- |
| Solistki    | Isadora Williams | 55,74         | 17. Q         | 88,44          | 24.            | 144,18      | 24.         |

### Narciarstwo alpejskie
| Konkurencja            | Zawodnik      | Przejazd 1 | Przejazd 1 | Przejazd 2 | Przejazd 2 | Czas łączny | Miejsce |
| Konkurencja            | Zawodnik      | Czas       | Miejsce    | Czas       | Miejsce    | Czas łączny | Miejsce |
| ---------------------- | ------------- | ---------- | ---------- | ---------- | ---------- | ----------- | ------- |
| Slalom mężczyzn        | Michel Macedo | DNF        | DNF        | DNS        | DNS        | DNF         | DNF1    |
| Slalom gigant mężczyzn | Michel Macedo | DNF        | DNF        | DNS        | DNS        | DNF         | DNF1    |
| Supergigant mężczyzn   | Michel Macedo | —          | —          | —          | —          | DNS         | DNS     |

### Snowboarding
| Konkurencja            | Zawodnik             | Kwalifikacje | Kwalifikacje | Kwalifikacje | Kwalifikacje | Kwalifikacje | Kwalifikacje | Ćwierćfinał | Półfinał | Finał | Miejsce |
| Konkurencja            | Zawodnik             | Wynik        | Miejsce      | Wynik        | Miejsce      | Wynik        | Miejsce      | Ćwierćfinał | Półfinał | Finał | Miejsce |
| ---------------------- | -------------------- | ------------ | ------------ | ------------ | ------------ | ------------ | ------------ | ----------- | -------- | ----- | ------- |
| Snowboard cross kobiet | Isabel Clark Ribeiro | DNS          | DNS          | DNS          | DNS          | DNS          | DNS          | NQ          | NQ       | NQ    | NQ      |